# Serra San Bruno

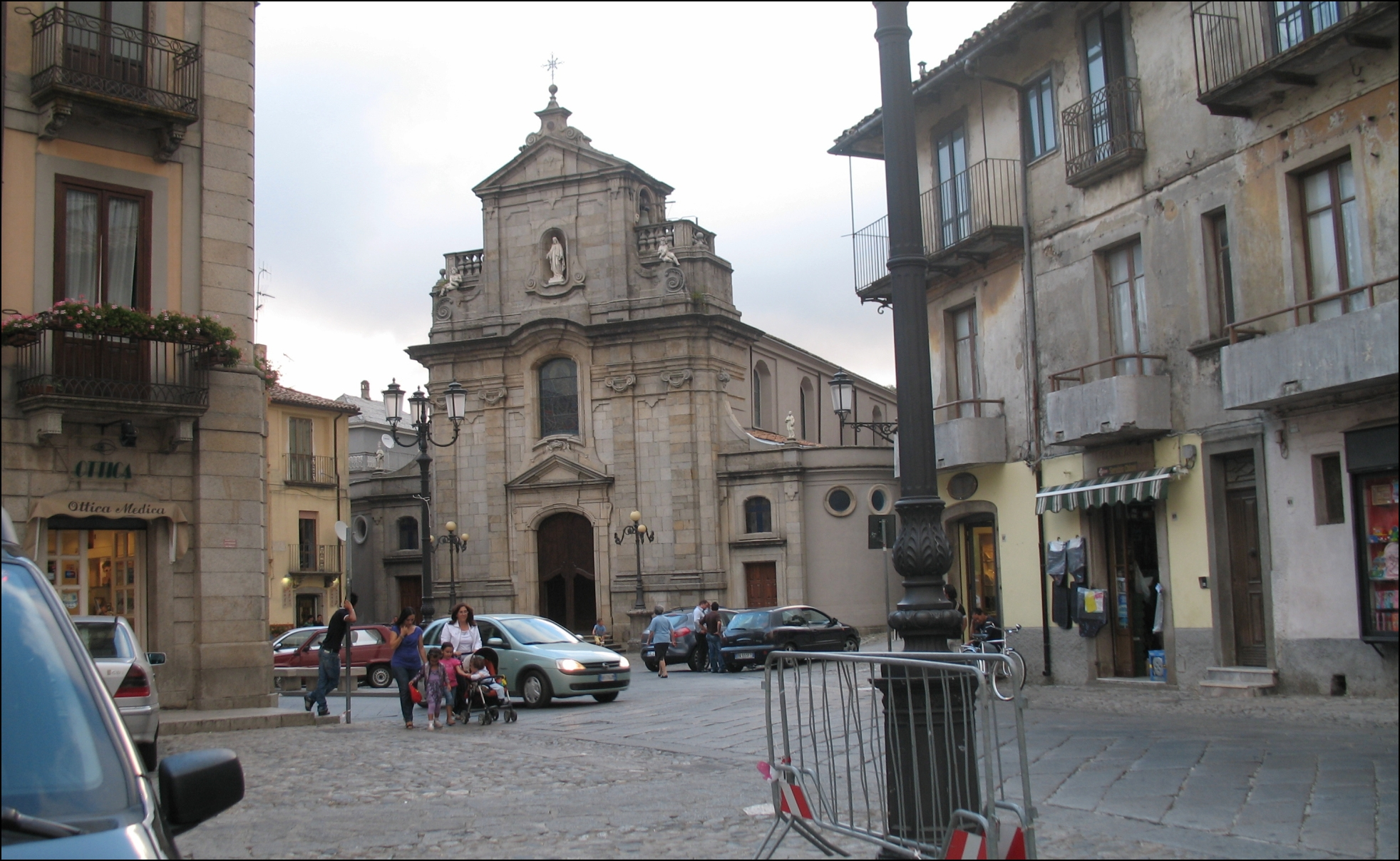
San Biagio Church.

Serra San Bruno é uma comuna italiana da região da Calábria, província de Vibo Valentia, com cerca de 7.068 habitantes. Estende-se por uma área de 39 km², tendo uma densidade populacional de 182 hab/km². Faz fronteira com Arena, Gerocarne, Mongiana, Spadola, Stilo (RC).

## História
A fundação de Serra San  Bruno se data em 1095, as primeiras casas, do que viria a ser a cidade, foram construídas para abrigar os trabalhadores que trabalhavam para os monges do mosteiro de Santo Stefano e da ermida de Santa Maria, a mando do fundador, São Bruno, que tinha obtido do Conde Normando Ruggeror I d'Altavilla a terra para as suas fundações monásticas. Naquele período a aldeia tinha assumido uma conformação labiríntica típica da Idade Média.
O nome actual "Serra San Bruno" foi adquirido por decreto de Vittorio Emanuele II de 22 de Janeiro de 1863.
A presença da Certosa de San bruno influenciou muito o desenvolvimento arquitectónico da aldeia e de toda a área, de facto a presença de artesãos, artistas da madeira, ferreiros e decoradores era bem conhecida.

## Lugar de interese
A cidade é um dos destinos mais importantes da Calábria.Em Serra ficam os  restos mortais de San Bruno de colonia ,
a Casa Charter(CERTOSSA) de San Bruno está localizada numa paisagem no meio da natureza ...
A cidade também tem recebido repetidamente vários pontífices

## Demografia
| Variação demográfica do município entre 1861 e 2011                               |
|                                                                                   |
| Fonte: Istituto Nazionale di Statistica (ISTAT) - Elaboração gráfica da Wikipedia |